# Civilization (computerspelserie)
Civilization, kortweg Civ voor fans, is een serie strategische computerspellen. Het eerste spel is in 1991 door Sid Meier bedacht en geschreven voor zijn bedrijf MicroProse. De spelserie is in de loop der jaren uitgebracht voor meerdere platforms.

## Doel
Het doel van de spellen is een groot rijk vanuit het niets op te bouwen. De spellen beginnen in het jaar 4000 voor Christus met een enkele eenheid kolonisten die weinig meer kan dan een stad stichten. Afhankelijk van de versie van het spel kan het zijn dat er nog andere (militaire) eenheden aanwezig zijn waardoor de speler direct kan beginnen de omringende wereld te verkennen. Door wetenschappelijk onderzoek en uitbreiding krijgt de speler steeds meer en betere militaire eenheden, gebouwen en staatsvormen tot zijn beschikking.
Er zijn verschillende manieren om het spel te winnen. Bij het eerste spel zijn de winnende opties om als enige beschaving overblijven door de steden van alle andere te veroveren, of om als eerste beschaving succesvol met een ruimteschip Alpha Centauri bereiken. Latere spellen in de serie hebben ook diplomatieke en culturele overwinningen mogelijk gemaakt.

## Gameplay
Bij Civilization speelt men beurt voor beurt, snel reageren is dus niet nodig. De speler heeft alle tijd om rustig alle mogelijkheden af te wegen en de beste te kiezen.
Civilization was bij uitkomen een van de meest diepgaande computerspellen die er waren. Het spel bestaat uit verschillende onderdelen, waaronder het ontwikkelen van steden, het leiden van de wetenschappers, het bedrijven van diplomatie en het voeren van economisch beleid. De prestaties van de speler in deze onderdelen heeft direct gevolg op de positie van de speler in de andere onderdelen en het macrospel, waardoor de speler niet alleen bedreven moet zijn in het spelen van de microspellen, maar een globale strategie dient te hanteren. Civilization onderscheidt zich van andere strategiespellen doordat dit concept in dit spel veel beter uitgewerkt is dan in veel andere strategiespellen; vanwege de grote verwevenheid van de onderdelen is het lastig om een ultieme strategie te verzinnen. 
In Civilization speelt men als een historische leider, die op een digitaal spelbord eenheden kan aansturen. Op dit spelbord bevinden zich verschillende soorten terrein die soms grondstoffen bevatten en hierop verschijnen steden, eenheden, en aanpassingen welke de beschaving aan het terrein heeft gedaan. In iedere beurt kan de speler onder andere de eenheden verplaatsen, een taak laten uitvoeren, de wetenschapsontwikkeling kiezen, of kiezen wat er in een stad gebouwd moet worden. Sommige van deze acties duren langer dan een beurt. Als een wetenschapsontwikkeling is voltooid, worden er nieuwe eenheden of gebouwen voor steden ontgrendeld. Nadat de speler zijn zetten heeft gedaan doen de computerspelers een voor een hun beurten, waarna de speler opnieuw aan zet is. Het is ook mogelijk om tegen andere spelers te spelen. De speler wint door de andere beschavingen te veroveren, door succesvol een ruimteschip te lanceren, of afhankelijk van de versie, door cultuur te verspreiden of door middel van diplomatie genoeg stemmen te behalen. Er zijn daardoor allerlei verschillende strategieën mogelijk. Afhankelijk van de versie kunnen de leiders ook bepaalde eigenschappen hebben die bepaalde voordelen opleveren of speciale eenheden beschikbaar stellen.

## Geschiedenis
Civilization was oorspronkelijk een bordspel van de firma Avalon Hill. Sid Meier kwam via dit spel op het idee om een computerspel over dit onderwerp te maken. Avalon Hill heeft, kijkend naar het succes van Sid Meier's Civilization, zelf een computerspel uitgebracht, Advanced Civilization. Erg succesvol is dit niet geworden.
De game werd oorspronkelijk voor het MS-DOS-besturingssysteem ontwikkeld. Er zijn meerdere, sterk doorontwikkelde versies van het spel, voor verschillende computersystemen. Vanaf Civilization III wordt het spel ontwikkeld door Firaxis Games en uitgegeven door Infogrames (welke sinds 2003 Atari als handelsnaam gebruikt). Eind 2004 verkocht Atari de rechten op de Civilization-reeks aan Take Two Interactive.
Eagle Games heeft in 2002 een nieuw bordspel, Civilization, ontwikkeld en op de markt gebracht, dat gebaseerd is op het computerspel. In 2006 verscheen er een kaartspel uitgebracht door Firaxis Games. Daarna zijn er nog twee bordspellen uitgebracht door Fantasy Flight Games.

## Delen en spin-offs

### Uitgaves
De serie bestaat sinds 2016 uit zes officiële delen. In totaal zijn meer dan 35 miljoen kopieën van de verschillende delen verkocht.
- Civilization uit 1991
- Civilization II uit 1996
  - Civilization II: Conflicts in Civilization (1996), eerste uitbreidingspakket voor Civilization II
  - Civilization II: Fantastic Worlds (1997), tweede uitbreidingspakket voor Civilization II
  - Civilization II: Test of Time (1999), derde uitbreidingspakket voor Civilization II
- Civilization III uit 2001
  - Civilization III: Play the World (2002), eerste uitbreidingspakket voor Civilization III
  - Civilization III: Conquests (2003), tweede uitbreidingspakket voor Civilization III
- Civilization IV uit 2005
  - Civilization IV: Warlords (2006), eerste uitbreidingspakket voor Civilization IV.
  - Civilization IV: Beyond the Sword (2007), tweede uitbreidingspakket voor Civilization IV
- Civilization: Revolution uit 2008, eerste versie voor consoles (PS3, XBOX 360, Nintendo DS, iPhone, iPod Touch & iPad (2010))
- Civilization V uit 2010
  - Civilization V: Gods & Kings (2012), eerste uitbreidingspakket voor Civilization V
  - Civilization V: Brave New World (2013), tweede uitbreidingspakket voor Civilization V
- Civilization VI uit 2016
  - Civilization VI: Rise and Fall (2018), eerste uitbreidingspakket voor Civilization VI
  - Civilization VI: Gathering Storm (2019), tweede uitbreidingspakket voor Civilization VI
- Civilization VII uit 2025

### Verschillen tussen de uitgaves
Er zijn fundamentele verschillen tussen Civ I en VI, die het verloop in maatschappelijke visie volgen:
- Civ I en II vertrekken vanuit het idee dat alle naties concurrenten zijn van elkaar, en dat vrede slechts een intermezzo is tussen oorlogen. Alle staten zijn totaalstaten.
- Civ III introduceert (strategische) grondstoffen, burgers met verschillende etniciteiten, diplomatie, cultuur en de mogelijkheid het spel te winnen zonder hiervoor de tegenstander te veroveren en vernietigen. Stabiele vreedzame relaties zijn mogelijk. Grondstoffen zijn schaars en een belangrijke oorzaak van oorlog
- Civ IV doorbreekt het idee van de drie voorgaande spellen dat de winnaar een groot gebied moeten beheersen, om zodoende voldoende strategische grondstoffen te controleren en handel te kunnen drijven. Hiermee wordt het een spel van politiek en internationale relaties , meer dan uitdagingen op industriële of militaire schaal.
- Civ V introduceert steden, die zichzelf zonder leger kunnen verdedigen, en aanpassingen in het spel beperken de noodzaak voor een grote legermacht.

### Spin-offs
Daarnaast bestaat er een aantal spin-offs:
- Alpha Centauri
- Colonization
- Civilization: Call to Power
- Call to Power 2
- Civilization: Beyond Earth

Ook bestaat er een aantal bord- en kaartspellen:
- Sid Meier's Civilization: The Boardgame uit 2002, bordspel, in het Nederlands verschenen als Sid Meier's Civilization: Het Bordspel
- Sid Meier's Civilization: The Card Game uit 2006, kaartspel
- Sid Meier's Civilization: The Board Game uit 2010, bordspel
  - Sid Meier's Civilization: Fame and Fortune (2011), eerste uitbreiding
  - Sid Meier's Civilization: Wisdom and Warfare (2013), tweede uitbreiding
- Sid Meier's Civilization: A New Dawn uit 2017, bordspel